# Acacia domingensis
Acacia domingensis é uma espécie de leguminosa do gênero Acacia, pertencente à família Fabaceae.